# Copa de Oro
A Copa de Oro (magyarul: Aranykupa) (angolul:Gold Cup, portugálul: Copa Ouro) egy a CONMEBOL által kiírt nemzetközi labdarúgókupa volt a különböző CONMEBOL-kupasorozatok győztesei számára. Idetartozott a Copa Libertadores, a Supercopa Sudamericana, a Copa CONMEBOL, a Copa Master de Supercopa és a CONMEBOL-mesterkupa. A Recopa Sudamericana győztese nem vett részt.
A sorozatot három alkalommal (1993, 1995, 1996) rendezték meg. 1993-ban négy, 1995-ben két, 1996-ban az összes kontinentális kupasorozat győztese részt vett a tornán.
A legsikeresebb csapatok az argentin Boca Juniors és a brazil Cruzeiro, illetve a Flamengo 1–1 győzelemmel.

## Résztvevők
| csapat           | Részvétel           |
| ---------------- | ------------------- |
| São Paulo        | 1993, 1995, 1996    |
| Cruzeiro         | 1993, 1995          |
| Atletico Mineiro | 1993                |
| Grêmio           | 1996                |
| Flamengo         | 1996                |
| Boca Juniors     | 1993                |
| Vélez Sársfield  | 1995 (visszalépett) |
| Independiente    | 1995 (visszalépett) |
| Rosario Central  | 1996                |

## Kupadöntők
| Év   | Győztes      | Eredmény         | Döntős           | Odavágó      | Visszavágó       |
| ---- | ------------ | ---------------- | ---------------- | ------------ | ---------------- |
| 1993 | Boca Juniors | 1 - 0            | Atletico Mineiro | 0 - 0        | 1 - 0            |
| 1995 | Cruzeiro     | 1 - 1 (4-1 b.u.) | São Paulo        | 0 - 1        | 1 - 0 (4-1 b.u.) |
| 1996 | Flamengo     | 3 - 1            | São Paulo        | Egy mérkőzés | Egy mérkőzés     |

## Összegzés

### Klubonként
| Csapat           | Győztes | Döntős | Győztes évek | Döntős évek |
| ---------------- | ------- | ------ | ------------ | ----------- |
| Boca Juniors     | 1       | 0      | 1993         |             |
| Cruzeiro         | 1       | 0      | 1995         |             |
| Flamengo         | 1       | 0      | 1996         |             |
| São Paulo        | 0       | 2      |              | 1995, 1996  |
| Atlético Mineiro | 0       | 1      |              | 1993        |

### Országonként
| Ország    | Győztes | Döntős | Győztes klubok             | Döntősök                            |
| --------- | ------- | ------ | -------------------------- | ----------------------------------- |
| Brazília  | 2       | 3      | Cruzeiro (1), Flamengo (1) | São Paulo (2), Atlético Mineiro (1) |
| Argentína | 1       | 0      | Boca Juniors (1)           |                                     |